# Chlorotettix orbicula
Chlorotettix orbicula är en insektsart som beskrevs av Delong och Rauno E. Linnavuori 1979. Chlorotettix orbicula ingår i släktet Chlorotettix och familjen dvärgstritar. Inga underarter finns listade i Catalogue of Life.